# Pulsatilla ajanensis
Pulsatilla ajanensis är en ranunkelväxtart som beskrevs av Eduard August von Regel och Tiling. Pulsatilla ajanensis ingår i släktet pulsatillor, och familjen ranunkelväxter. Inga underarter finns listade i Catalogue of Life.